# Довгенький ліс
Довге́нький ліс — заповідне урочище.
Розташоване у Краматорському районі Донецької області біля села Єлизаветівка. Статус заповідного урочища присвоєно рішенням обласної ради № XXII/14-38 від 30 вересня 1997 року. Площа — 17,6 га. Територія урочища — байрачний ліс і піщані різнотравно-типчаково-ковилові степи. Виростає 3 види рослин, занесених до Червоної книги України.